# Episodi di HeartCatch Pretty Cure!

Logo occidentale della serie

Lista degli episodi di HeartCatch Pretty Cure!, settima serie anime di Pretty Cure, trasmessa in Giappone su TV Asahi dal 7 febbraio 2010 al 30 gennaio 2011. In Italia è stata trasmessa su Rai 2 dal 16 febbraio al 7 settembre 2013.
La sigla originale di apertura, Alright! HeartCatch Precure! (Ａｌｒｉｇｈｔ！ハートキャッチプリキュア！?), è cantata da Aya Ikeda, mentre quelle di chiusura, HeartCatch☆Paradise! (ハートキャッチ☆パラダイス！?) per gli ep. 1-24 e Tomorrow Song ~Ashita no uta~ (Ｔｏｍｏｒｒｏｗ Ｓｏｎｇ ～あしたのうた～?) per gli ep. 25-49, da Mayu Kudō. Le sigle italiane, invece, sono interpretate da Noemi Smorra.

## Lista episodi
| Nº | Titolo italiano Giapponese 「Kanji」 - Rōmaji - Traduzione letterale | In onda           | In onda           |
| Nº | Titolo italiano Giapponese 「Kanji」 - Rōmaji - Traduzione letterale | Giapponese        | Italiano          |
| 1  | Cure Blossom! 「私、変わります！変わってみせます！！」 - Watashi, kawarimasu! Kawatte misemasu!! – "Io, cambierò! Vi mostrerò che posso!!" | 7 febbraio 2010   | 16 febbraio 2013  |
| 1  | Ai piedi dell'Albero del Cuore, una Pretty Cure viene sconfitta mentre si batte con tutta se stessa affinché i Messaggeri del Deserto non riescano a farlo avvizzire e a rendere il mondo una landa sabbiosa. Tale scena si manifesta spesso in sogno a Tsubomi Hanasaki, una timida ragazza che sta traslocando con la famiglia a casa della nonna nella città di Kibōgahana. Tsubomi desidera essere un po' meno introversa e vede l'ingresso nella nuova scuola come un'occasione per cambiare, ma si trova a disagio quando conosce l'esuberante compagna di classe Erika Kurumi; quest'ultima inoltre è la sua nuova vicina di casa e ci rimane male quando Tsubomi rifiuta il suo aiuto a diventare più socievole. Lo sconforto unito alla gelosia per la sorella maggiore Momoka fanno sì che il Fiore del Cuore di Erika inizi ad appassire e diventi bersaglio di Sasorina, una cadetta dei Messaggeri, giunta in cerca dei folletti dell'Albero. Avendo la donna tramutato il Fiore in un mostro Desertrian, i due folletti Chypre e Coffret incontrano Tsubomi e si accorgono che lei può divenire una Leggendaria Guerriera: mediante il Profumo e il Seme del Cuore di Chypre, la ragazza si trasforma nella Pretty Cure dei Fiori, Cure Blossom, e promette di salvare Erika dalle mani nemiche. |                   |                   |
| 2  | Il segreto della nonna 「私って史上最弱のプリキュアですか？？」 - Watashi tte shijō saijaku no Purikyua desu ka?? – "Non ditemi che sono la Pretty Cure più debole della storia??" | 14 febbraio 2010  | 23 febbraio 2013  |
| 2  | Contrariamente alle aspettative di Chypre e Coffret, Cure Blossom si rivela una vera frana in combattimento e abbandona lo scontro prima di venire sconfitta del tutto, grazie alla comparsa di un uomo misterioso. Tsubomi scopre poi che la leggendaria Cure Flower, che Chypre e Coffret cercavano, è sua nonna Kaoruko, la quale dirige un giardino botanico ma che cinquanta anni prima è stata una Pretty Cure al fianco dell'altrettanto grande folletto Coupé. La ragazza esprime le sue ansie e preoccupazioni e non si ritiene adatta ad essere una guerriera, ma sua nonna la rassicura circa i suoi sentimenti e valori morali e le spiega i concetti di Fiore del Cuore, che ciascun essere vivente possiede dentro sé, e di Semi del Cuore, che nascono quando i Fiori vengono ristabiliti e servono a rinvigorire l'Albero del Cuore. Blossom sceglie dunque di impegnarsi e si ripresenta da Sasorina, trovando nuovo coraggio e riuscendo a salvare Erika. Erika si scusa di essere stata inopportuna, ma Tsubomi accetta volentieri di entrare a far parte del club della moda avendo compreso la sua buonafede nel spronarla a cambiare. Infine, Kaoruko mette in guardia la nipote sui Messaggeri da cui dovrà proteggere l'Albero del Cuore tramite la raccolta dei Semi del Cuore.       |                   |                   |
| 3  | Benvenuta Cure Marine! 「２人目のプリキュアはやる気まんまんです！」 - Futari-me no Purikyua wa yaruki manman desu! – "La seconda Pretty Cure è molto motivata!" | 21 febbraio 2010  | 2 marzo 2013      |
| 4  | La fiducia del cuore 「早くもプリキュアコンビ解散ですか？」 - Hayaku mo Purikyua konbi kaisan desu ka? – "Il duo di Pretty Cure si scioglie così presto?" | 28 febbraio 2010  | 9 marzo 2013      |
| 5  | Il nuovo ristorante 「拒否されたラーメン！親子の絆なおします！」 - Kyohisareta rāmen! Oyako no kizuna naoshimasu! – "Il ramen rifiutato! Ricostruiamo il rapporto genitore-figlio!" | 7 marzo 2010      | 16 marzo 2013     |
| 6  | La passione per la fotografia 「スクープ！プリキュアの正体ばれちゃいます！？」 - Sukūpu! Purikyua no shōtai barechaimasu!? – "Scoop! L'identità delle Pretty Cure è stata scoperta!?" | 14 marzo 2010     | 23 marzo 2013     |
| 7  | Il segreto di Itsuki 「あこがれの生徒会長！乙女心はかくせません！！」 - Akogare no seitokaichō! Otomegokoro wa kakusemasen!! – "Lo stimato presidente del consiglio studentesco! Il cuore di una ragazza non può essere nascosto!!" | 21 marzo 2010     | 30 marzo 2013     |
| 8  | Mia sorella top model 「カリスマモデルのため息！って、なぜですか？」 - Karisuma moderu no tameiki! Tte, naze desu ka? – "Il sospiro della modella carismatica! Ma, perché?" | 28 marzo 2010     | 6 aprile 2013     |
| 9  | Il giacinto di Obata 「スカウトされたお父さん！お花屋さんをやめちゃいます！？」 - Sukauto sareta otō-san! Ohanaya-san wo yamechaimasu!? – "Papà è stato assunto! Smetterà di fare il fiorista!?" | 4 aprile 2010     | 20 aprile 2013    |
| 10 | Un'oscura Pretty Cure 「最大のピンチ！ダークプリキュアが現れました！」 - Saidai no pinchi! Dāku Purikyua ga arawaremashita! – "La massima crisi! Dark Pretty Cure è apparsa!" | 11 aprile 2010    | 21 aprile 2013    |
| 11 | Lezioni di kung-fu 「アチョー！！カンフーでパワーアップします！！」 - Achō!! Kanfū de pawā appu shimasu!! – "Achō!! Aumentiamo i poteri con il kung fu!!" | 18 aprile 2010    | 27 aprile 2013    |
| 12 | L'effetto ponte 「ドッキドキです！プロポーズ大作戦！！」 - Dokkidoki desu! Puropōzu daisakusen!! – "Che batticuore! La grande strategia della proposta di matrimonio!!" | 25 aprile 2010    | 28 aprile 2013    |
| 13 | Il segreto di Yuri 「真実が明かされます！キュアムーンライトの正体！！」 - Shinjitsu ga akasaremasu! Kyua Mūnraito no shōtai!! – "La verità viene rivelata! L'identità di Cure Moonlight!!" | 2 maggio 2010     | 4 maggio 2013     |
| 14 | La festa della mamma 「涙の母の日！家族の笑顔守ります！！」 - Namida no haha no hi! Kazoku no egao mamorimasu!! – "La festa della mamma in lacrime! Proteggiamo il sorriso della famiglia!!" | 9 maggio 2010     | 5 maggio 2013     |
| 15 | Moda e arti marziali 「なんと！生徒会長がキュートな服着ちゃいます！！」 - Nanto! Seitokaichō ga kyūto na fukukichaimasu!! – "Che cosa! La presidentessa del consiglio studentesco ha indosso vestiti graziosi!!" | 16 maggio 2010    | 11 maggio 2013    |
| 16 | La sfida del club del teatro 「ライバルはえりか！演劇部からの挑戦状です！！」 - Raibaru wa Erika! Engeki-bu kara no chōsenjō desu!! – "La rivale è Erika! La lettera di sfida dal club del teatro!!" | 23 maggio 2010    | 12 maggio 2013    |
| 17 | Dolcetti prelibati 「認めてくださいっ！私たちのプリキュア魂！！」 - Mitomete kudasai! Watashi-tachi no Purikyua tamashī!! – "Per favore accettaci! I nostri spiriti da Pretty Cure!!" | 30 maggio 2010    | 18 maggio 2013    |
| 18 | Il sogno di Ban 「最強伝説！番長登場、ヨロシクです！！」 - Saikyō densetsu! Banchō tōjō, yoroshiku desu!! – "La leggenda più forte! Appare il bancho, cordiali saluti!!" | 6 giugno 2010     | 19 maggio 2013    |
| 19 | L'album delle foto di papà 「涙の嫁入り！父の日の記念写真です！！」 - Namida no yomeiri! Chichi no hi no kinen shashin desu!! – "Un matrimonio di lacrime! La foto commemorativa alla festa del papà!!" | 20 giugno 2010    | 25 maggio 2013    |
| 20 | Modella per un giorno 「第３の妖精！ポプリはかわいい赤ちゃんです！！」 - Dai-san no yōsei! Popuri wa kawaii aka-chan desu!! – "La terza fatina! Potpourri è una bambina carina!!" | 27 giugno 2010    | 26 maggio 2013    |
| 21 | Alla ricerca della nuova Pretty Cure 「妖精アドベンチャー！プリキュアスカウト作戦です！」 - Yōsei adobenchā! Purikyua sukauto sakusen desu! – "L'avventura delle fatine! Il piano di arruolamento delle Pretty Cure!" | 4 luglio 2010     | 1º giugno 2013    |
| 22 | Pollice verde 「ついに見つけました！！３人目のプリキュア！！」 - Tsui ni mitsukemashita!! San-nin-me no Purikyua!! – "Finalmente l'abbiamo trovata!! La terza Pretty Cure!!" | 11 luglio 2010    | 2 giugno 2013     |
| 23 | La nascita di Cure Sunshine 「キュアサンシャイン誕生ですっ！！」 - Kyua Sanshain tanjō desu!! – "È nata Cure Sunshine!!" | 18 luglio 2010    | 8 giugno 2013     |
| 24 | L'Albero del Cuore è in pericolo 「こころの大樹の危機！プリキュア、飛びますっ！！」 - Kokoro no Taiju no kiki! Purikyua, tobimasu!! – "La crisi dell'Albero del Cuore! Pretty Cure, volate!!" | 25 luglio 2010    | 9 giugno 2013     |
| 25 | Tutti al mare! 「海へゴーです！いつきウキウキ夏合宿！」 - Umi he gō desu! Itsuki ukiuki natsu gasshuku! – "Si va al mare! L'esilarante campo estivo di Itsuki!" | 1º agosto 2010    | 15 giugno 2013    |
| 26 | Una ragazza timida 「勇気を出して！友達になるって素敵なんです！！」 - Yūki wo dashite! Tomodachi ni narutte suteki nandesu!! – "Abbi coraggio! È bellissimo diventare amici!!" | 8 agosto 2010     | 16 giugno 2013    |
| 27 | Il grande amore di Cure Flower 「おじいちゃんはイケメンさん？キュアフラワーの初恋です！」 - Ojī-chan wa ikemen-san? Kyua Furawā no hatsukoi desu! – "Il nonno è quel giovane affascinante? Il primo amore di Cure Flower!" | 15 agosto 2010    | 22 giugno 2013    |
| 28 | Un'estate senza compiti 「サバーク史上最大の作戦！夏休みの宿題おわりません！！」 - Sabāku shijō saidai no sakusen! Natsuyasumi no shukudai owarimasen!! – "Il più grande piano di sempre di Sabaku! Non finiremo i compiti delle vacanze estive!!" | 22 agosto 2010    | 23 giugno 2013    |
| 29 | L'obiettivo estivo 「夏、ラストスパート！私のドレスできました！！」 - Natsu, rasuto supāto! Watashi no doresu dekimashita!! – "Estate, sprint finale! Il mio vestito l'ho terminato!!" | 29 agosto 2010    | 29 giugno 2013    |
| 30 | Potpourri scappa di casa 「ポプリが家出！いつき、ボロボロです！！」 - Popuri ga iede! Itsuki, boroboro desu!! – "Potpourri è scappata di casa! Itsuki, è a pezzi!!" | 5 settembre 2010  | 30 giugno 2013    |
| 31 | La forza del legame delle Pretty Cure 「悲しみの正体！それは、ゆりさんの妖精でした⋯」 - Kanashimi no shōtai! Sore wa, Yuri-san no yōsei deshita… – "L'identità del dolore! Quella, era la fatina di Yuri…" | 12 settembre 2010 | 6 luglio 2013     |
| 32 | Un nuovo potere 「イケメンさんと対決？そんなの聞いてないです～！！」 - Ikemen-san to taiketsu? Sonna no kitenai desu~!! – "La resa dei conti con il giovane affascinante? Mai sentita una cosa del genere~!!" | 19 settembre 2010 | 7 luglio 2013     |
| 33 | Il ritorno di Cure Moonlight 「キュアムーンライト、ついに復活ですっ！！」 - Kyua Mūnraito, tsui ni fukkatsu desu!! – "Cure Moonlight, finalmente è rinata!!" | 26 settembre 2010 | 13 luglio 2013    |
| 34 | Le due facce della luna 「すごいパワーです！キュアムーンライト！！」 - Sugoi pawā desu! Kyua Mūnraito!! – "Un potere pazzesco! Cure Moonlight!!" | 3 ottobre 2010    | 14 luglio 2013    |
| 35 | Il festival della scuola 「ワクワク学園祭！ファッション部はバタバタです！！」 - Wakuwaku gakuen-sai! Fasshon-bu wa batabata desu!! – "L'eccitante festival scolastico! Il club della moda è nel caos!!" | 10 ottobre 2010   | 20 luglio 2013    |
| 36 | Panico da palcoscenico 「みんなが主役！私たちのステージです！！」 - Minna ga shuyaku! Watashi-tachi no sutēji desu!! – "Tutti sono protagonisti! Il nostro palcoscenico!!" | 17 ottobre 2010   | 21 luglio 2013    |
| 37 | Diventare più forti 「強くなります！試練はプリキュア対プリキュア！！」 - Tsuyoku narimasu! Shiren wa Purikyua tai Purikyua!! – "Diventeremo più forti! La prova è Pretty Cure contro Pretty Cure!!" | 24 ottobre 2010   | 27 luglio 2013    |
| 38 | L'ultima prova per Cure Blossom 「プリキュア、スーパーシルエットに変身ですっ！！」 - Purikyua, Sūpā Shiruetto ni henshin desu!! – "Le Pretty Cure, si trasformano in Super Silhouette!!" | 31 ottobre 2010   | 28 luglio 2013    |
| 39 | La pigrizia di Erika 「えりかピンチ！マリンタクトが奪われました！！」 - Erika pinchi! Marin Takuto ga ubawaremashita!! – "Erika nei guai! La Marine Tact è stata rubata!!" | 14 novembre 2010  | 3 agosto 2013     |
| 40 | La nuova Sasorina 「さよならサソリーナ⋯ 砂漠にも咲くこころの花です！」 - Sayonara Sasorīna… Sabaku ni mo saku Kokoro no Hana desu! – "Addio Sasorina… Un Fiore del Cuore sboccia anche nel deserto!" | 21 novembre 2010  | 4 agosto 2013     |
| 41 | Una maestra da salvare 「妖精が変身！？プリキュア劇団はじめました！！」 - Yōsei ga henshin!? Purikyua gekidan hajimemashita!! – "Le fatine si trasformano!? Lo spettacolo delle Pretty Cure ha inizio!!" | 28 novembre 2010  | 10 agosto 2013    |
| 42 | La lettera misteriosa 「とまどいのゆりさん！ラブレター見ちゃいました⋯」 - Tomadoi no Yuri-san! Raburetā michaimashita… – "Yuri confusa! Abbiamo visto una lettera d'amore…" | 5 dicembre 2010   | 11 agosto 2013    |
| 43 | Tsubomi avrà un fratellino 「あたらしい家族！私、お姉さんになります！！」 - Atarashī kazoku! Watashi, onē-san ni narimasu!! – "Un nuovo membro nella famiglia! Io, diventerò una sorella maggiore!!" | 12 dicembre 2010  | 17 agosto 2013    |
| 44 | La promessa di Tsubomi 「クリスマスの奇跡！キュアフラワーに会えました！」 - Kurisumasu no kiseki! Kyua Furawā ni aemashita! – "Un miracolo di Natale! Abbiamo incontrato Cure Flower!" | 19 dicembre 2010  | 18 agosto 2013    |
| 45 | Il ritorno di Dune 「もうダメです⋯ 世界が砂漠になりました⋯」 - Mō dame desu… Sekai ga sabaku ni narimashita… – "Ormai è inutile… Il mondo è diventato un deserto…" | 26 dicembre 2010  | 24 agosto 2013    |
| 46 | Il segreto del Professor Sabaku 「クモジャキー！コブラージャ！あなたたちを忘れません！！」 - Kumojakī! Koburāja! Anata-tachi wo wasuremasen!! – "Kumojacky! Cobraja! Non vi dimenticheremo!!" | 9 gennaio 2011    | 25 agosto 2013    |
| 47 | La vera identità del Professor Sabaku 「嘘だと言ってください！サバーク博士の正体！！」 - Uso da to itte kudasai! Sabāku-hakase no shōtai!! – "Per favore ditemi che è una bugia! L'identità del Professor Sabaku!!" | 16 gennaio 2011   | 31 agosto 2013    |
| 48 | La trasformazione finale 「地球のため！夢のため！プリキュア最後の変身です！」 - Chikyū no tame! Yume no tame! Purikyua saigo no henshin desu! – "Per la Terra! Per i sogni! L'ultima trasformazione da Pretty Cure!" | 23 gennaio 2011   | 7 settembre 2013  |
| 49 | La vita è una cosa straordinaria 「みんなの心をひとつに！私は最強のプリキュア！！」 - Minna no kokoro wo hitotsu ni! Watashi wa saikyō no Purikyua!! – "Il cuore di tutti in uno solo! Sono la Pretty Cure più forte!!" | 30 gennaio 2011   | 1º settembre 2013 |